# Terminal (Apple)
Das Computerprogramm Terminal (Terminal.app) ist eine Terminalemulation und ermöglicht die Nutzung einer Shell, in deren Befehlszeile Befehle eingegeben werden.
Terminal wird von Apple entwickelt und ist als Dienstprogramm und Systemsoftware Bestandteil von macOS. Seine Entwicklung begann allerdings bereits unter NeXTStep, aus dem macOS letztlich hervorging.

## Voreingestellte Shell
Als Shell, die via Terminal genutzt wird, war in NeXTStep und ersten macOS-Versionen die TENEX-C-Shell (tcsh, csh, sh) und von Version 10.3 (Mac OS X Panther) bis 10.14 (macOS Mojave) Bash 3.x (bash, sh) voreingestellt. Seit macOS Catalina 10.15 ist – aus lizenzrechtlichen Gründen, da Bash ab Version 4 unter der GPL-3 steht – die Z shell (zsh, bash, sh) als Standard-Shell voreingestellt.

## Geschichte
Alle klassischen Mac-OS-Systeme (1984–2001) vor Mac OS X waren nicht unixoid und besaßen keine Kommandozeile. Das Betriebssystem NeXTStep von NeXT sowie dessen Nachfolger Mac OS X Server und Mac OS X (entwickelt ab 1998, erstmals veröffentlicht 2000, seit 2016 unter dem Namen „macOS“), die auf einem BSD-Kern (von Apple ab 1999 auch separat als Darwin veröffentlicht) basieren, besitzen sowohl eine Kommandozeile wie auch eine Terminalemulation.
Mit Mac OS X 10.0 („Cheetah,“ 2001) wurde erstmals auf einem Mac-System ein Terminalemulator eingeführt. Unter Mac OS X 10.1 („Puma,“ 2001) konnten im Terminal neue Zeichenkodierungen genutzt werden, mit Mac OS X 10.2 („Jaguar,“ 2002) kamen dann auch Unterstützung für Unicode, transparente Hintergründe und geteilte Fenster hinzu.
Zusammen mit Mac OS X Leopard (10.5, 2007) wurde Version 2.0 des Terminal ausgeliefert. Als neue Features kamen Tabs und Fenstergruppen dazu, zudem konnte das Aussehen von Fenstern gespeichert werden. Allerdings verschwanden im gleichen Zug die geteilten Fenster. Diese kamen erst mit Mac OS X Snow Leopard (10.6, 2009) zurück, das gleichzeitig eine 64-bit-Version von Terminal mitbrachte.
In Mac OS X Lion (10.7, 2011) bekam das Terminal wieder einige neue Features, so etwa der Vollbildschirm-Modus und verschwommene transparente Hintergründe und Unterstützung für 256 Farben (xterm-256color). Zudem können aktive und inaktive Fenster ein unterschiedliches Aussehen bekommen.

## Funktionen
Es können folgende Terminals emuliert werden (Mac OS X Snow Leopard, 10.6, 2009): ansi, ddterm, rxvt, vt52, vt100, vt102, xterm, xterm-color. Ab Mac OS X Lion (10.7, 2011) kommt noch xterm-256color dazu.
Eine Besonderheit des Programms ist es, dass eine Suche im Hilfe-Menü nicht nur passende Menüelemente hervorhebt (wie unter macOS üblich), sondern es werden auch passende manpages angezeigt. Beim Klicken auf eine manpage wird ein separates Terminal-Fenster mit der manpage geöffnet. So gibt eine Suche nach „get“ nicht nur Geteiltes Fenster zurück, sondern auch z. B. getconf (1).